# Lekkoatletyka na Letnich Igrzyskach Olimpijskich 2012 – bieg na 400 m mężczyzn
Bieg na 400 metrów mężczyzn był jedną z konkurencji lekkoatletycznych rozgrywanych podczas XXX Igrzysk Olimpijskich w Londynie.
Wyznaczone przez IAAF minima kwalifikacyjne wynosiły 45,30 (minimum A) oraz 45,90 (minimum B).
Tytułu nie obronił mistrz olimpijski z Pekinu i główny faworyt do zwycięstwa w Londynie LaShawn Merritt. Nie ukończył on biegu eliminacyjnego z powodu kontuzji ścięgna udowego. Przed rozpoczęciem olimpijskich zmagań obok niego wymieniani byli aktualny mistrz świata Kirani James, rekordzista Dominikany Luguelín Santos oraz bliźniacy Kévin i Jonathan Borlée, a także mocna grupa Amerykanów.
Rywalizacja rozpoczęła się 4 sierpnia o 10:35 czasu londyńskiego, a finał odbył się dwa dni później o 21:30.
Mistrzem olimpijskim został Kirani James z rekordem kraju 43,94. Pierwszy raz w historii igrzysk olimpijskich (pomijając rok 1980) w finale biegu na 400 metrów nie wystartował żaden reprezentant Stanów Zjednoczonych.

## Statystyka

### Rekordy
Tabela przedstawia rekordy olimpijski, świata oraz poszczególnych kontynentów w tej konkurencji. 
| Rekord świata                                  | Michael Johnson (USA)       | 43,18 s | Sewilla, Hiszpania         | 26.08.1999 |
| Rekord olimpijski                              | Michael Johnson (USA)       | 43,49 s | Atlanta, Stany Zjednoczone | 29.07.1996 |
| Rekord Afryki                                  | Gary Kikaya (COD)           | 44,10 s | Stuttgart, Niemcy          | 09.09.2006 |
| Rekord Ameryki Południowej                     | Sanderlei Parrela (BRA)     | 44,29 s | Sewilla, Hiszpania         | 26.08.1999 |
| Rekord Ameryki Północnej, Środkowej i Karaibów | Michael Johnson (USA)       | 43,18 s | Sewilla, Hiszpania         | 26.08.1999 |
| Rekord Azji                                    | Mohamed Amer Al-Malky (OMA) | 44,56 s | Budapeszt, Węgry           | 12.08.1988 |
| Rekord Europy                                  | Thomas Schönlebe (DEU)      | 44,33 s | Rzym, Włochy               | 03.09.1987 |
| Rekord Oceanii                                 | Darren Clark (AUS)          | 44,38 s | Seul, Korea Południowa     | 26.09.1988 |

### Listy światowe
Tabela przedstawia 10 najlepszych wyników uzyskanych w sezonie 2012 przed rozpoczęciem igrzysk.
| lp. | Zawodnik         | Wynik | Data       | Miejsce    |
| --- | ---------------- | ----- | ---------- | ---------- |
| 1.  | LaShawn Merritt  | 44,12 | 24 czerwca | Eugene     |
| 2.  | Luguelín Santos  | 44,45 | 27 maja    | Hengelo    |
| 3.  | Tony McQuay      | 44,49 | 24 czerwca | Eugene     |
| 4.  | Kévin Borlée     | 44,56 | 16 czerwca | Bruksela   |
| 5.  | Kirani James     | 44,72 | 16 maja    | Daegu      |
| 6.  | Jonathan Borlée  | 44,74 | 20 lipca   | Monako     |
| 7.  | Michael Berry    | 44,75 | 8 czerwca  | Des Moines |
| 8.  | Demetrius Pinder | 44,77 | 23 czerwca | Nassau     |
| 9.  | Bryshon Nellum   | 44,80 | 24 czerwca | Eugene     |
| 10. | Joshua Mance     | 44,83 | 6 czerwca  | Des Moines |

## Terminarz
| Data                          | Czas  | Runda      |
| ----------------------------- | ----- | ---------- |
| Sobota, 4 sierpnia 2012       | 10:35 | Eliminacje |
| Niedziela, 5 sierpnia 2012    | 20:40 | Półfinały  |
| Poniedziałek, 6 sierpnia 2012 | 21:30 | Finał      |

## Wyniki

### Eliminacje
Do zawodów zgłoszono 51 zawodników i zostali oni podzieleni na 7 biegów eliminacyjnych. Bezpośrednio z każdego z nich do drugiej rundy awansowali trzej najszybsi zawodnicy (Q) oraz dodatkowo trzej z najlepszymi czasami, którzy zajęli miejsca gorsze niż trzecie w swojej serii (q). Ostatni wynik dający awans do półfinałów wynosił 46,12.

#### Bieg 1
Godzina: 10:35 (UTC+1)
| Poz. | Zawodnik                 | Narodowość        | Tor | Rezultat | Uwagi |
| ---- | ------------------------ | ----------------- | --- | -------- | ----- |
| 1.   | Luguelín Santos          | Dominikana        | 7   | 45,04    | Q     |
| 2.   | Oscar Pistorius          | Południowa Afryka | 6   | 45,44    | Q     |
| 3.   | Maksim Dyłdin            | Rosja             | 4   | 45,52    | Q     |
| 4.   | Rusheen McDonald         | Jamajka           | 8   | 46,67    |       |
| 5.   | Witalij Butrym           | Ukraina           | 2   | 47,62    |       |
| 6.   | Ahmed Mohamed Al-Merjabi | Oman              | 3   | DNS      | DNS   |
| 7.   | Renny Quow               | Trynidad i Tobago | 5   | DNS      | DNS   |

#### Bieg 2
Godzina: 10:43 (UTC+1)
| Poz. | Zawodnik            | Narodowość                      | Tor | Rezultat | Uwagi |
| ---- | ------------------- | ------------------------------- | --- | -------- | ----- |
| 1.   | Kirani James        | Grenada                         | 6   | 45,23    | Q     |
| 2.   | Ramon Miller        | Bahamy                          | 7   | 45,57    | Q     |
| 3.   | Liemarvin Bonevacia | Niezależni Sportowcy Olimpijscy | 4   | 45,60    | Q     |
| 4.   | Isaac Makwala       | Botswana                        | 8   | 45,67    |       |
| 5.   | Deon Lendore        | Trynidad i Tobago               | 3   | 45,81    |       |
| 6.   | Daundre Barnaby     | Kanada                          | 5   | 46,04    |       |
| 7.   | Bereket Desta       | Etiopia                         | 9   | 47,40    |       |
| 8.   | Bahaa Al Farra      | Palestyna                       | 2   | 49,93    | SB    |

#### Bieg 3
Godzina: 10:51 (UTC+1)
| Poz. | Zawodnik                  | Narodowość        | Tor | Rezultat | Uwagi |
| ---- | ------------------------- | ----------------- | --- | -------- | ----- |
| 1.   | Jonathan Borlée           | Belgia            | 6   | 44,43    | Q     |
| 2.   | Pavel Maslák              | Czechy            | 7   | 44,91    | Q     |
| 3.   | Pawieł Trienichin         | Rosja             | 4   | 45,00    | Q     |
| 4.   | Dane Hyatt                | Jamajka           | 9   | 45,14    | q     |
| 5.   | Donald Sanford            | Izrael            | 2   | 45,71    |       |
| 6.   | Nelson Stone              | Papua-Nowa Gwinea | 5   | 46,71    | SB    |
| 7.   | Siergiej Zajkow           | Kazachstan        | 8   | 47,12    | SB    |
| 8.   | Ak. Hafiy Tajuddin Rositi | Brunei            | 3   | 48,67    | PB    |

#### Bieg 4
Godzina: 10:59 (UTC+1)
| Poz. | Zawodnik             | Narodowość                           | Tor | Rezultat | Uwagi |
| ---- | -------------------- | ------------------------------------ | --- | -------- | ----- |
| 1.   | Demetrius Pinder     | Bahamy                               | 2   | 44,92    | Q     |
| 2.   | Bryshon Nellum       | Stany Zjednoczone                    | 7   | 45,29    | Q     |
| 3.   | Yousef Ahmed Masrahi | Arabia Saudyjska                     | 6   | 45,43    | Q     |
| 4.   | Tabarie Henry        | Wyspy Dziewicze Stanów Zjednoczonych | 3   | 45,43    | q     |
| 5.   | Albert Bravo         | Wenezuela                            | 5   | 45,61    | q     |
| 6.   | Jermaine Gonzales    | Jamajka                              | 4   | 46,21    |       |
| 7.   | Kristijan Efremov    | Macedonia Północna                   | 8   | 47,92    | PB    |
| 8.   | Zaw Win Thet         | Mjanma                               | 9   | 50,07    |       |

#### Bieg 5
Godzina: 11:07 (UTC+1)
| Poz. | Zawodnik        | Narodowość        | Tor | Rezultat | Uwagi |
| ---- | --------------- | ----------------- | --- | -------- | ----- |
| 1.   | Chris Brown     | Bahamy            | 3   | 45,40    | Q     |
| 2.   | Tony McQuay     | Stany Zjednoczone | 6   | 45,48    | Q     |
| 3.   | Nigel Levine    | Wielka Brytania   | 2   | 45,58    | Q     |
| 4.   | Yūzō Kanemaru   | Japonia           | 7   | 46,01    |       |
| 5.   | Jānis Leitis    | Łotwa             | 5   | 46,41    |       |
| 6.   | Augusto Stanley | Paragwaj          | 8   | 47,21    |       |

#### Bieg 6
Godzina: 11:15 (UTC+1)
| Poz. | Zawodnik               | Narodowość        | Tor | Rezultat | Uwagi |
| ---- | ---------------------- | ----------------- | --- | -------- | ----- |
| 1.   | Steven Solomon         | Australia         | 7   | 45,18    | Q     |
| 2.   | Lalonde Gordon         | Trynidad i Tobago | 5   | 45,43    | Q     |
| 3.   | Conrad Williams        | Wielka Brytania   | 2   | 46,12    | Q     |
| 4.   | Marcell Deák-Nagy      | Węgry             | 8   | 46,17    |       |
| 5.   | Winston George         | Gujana            | 6   | 46,86    |       |
| 6.   | Sajjad Hashemiahangari | Iran              | 4   | 47,75    |       |
| 7.   | LaShawn Merritt        | Stany Zjednoczone | 3   | DNS      | DNS   |

#### Bieg 7
Godzina: 11:15 (UTC+1)
| Poz. | Zawodnik           | Narodowość      | Tor | Rezultat | Uwagi |
| ---- | ------------------ | --------------- | --- | -------- | ----- |
| 1.   | Kévin Borlée       | Belgia          | 2   | 45,14    | Q     |
| 2.   | Martyn Rooney      | Wielka Brytania | 5   | 45,36    | Q     |
| 3.   | Rabah Yousif       | Sudan           | 8   | 45,46    | Q     |
| 4.   | Nery Brenes        | Kostaryka       | 7   | 45,65    |       |
| 5.   | Erison Hurtault    | Dominika        | 4   | 46,05    | SB    |
| 6.   | Marcin Marciniszyn | Polska          | 3   | 46,35    |       |
| 7.   | Mathieu Gnanligo   | Benin           | 6   | DNF      | DNF   |

### Półfinały
Awans do finału uzyskiwało dwóch pierwszych zawodników (Q) plus dwóch z czasami (q).

#### Półfinał 1
Godzina: 20:40 (UTC+1)
| Poz. | Zawodnik          | Narodowość                           | Tor | Rezultat | Uwagi |
| ---- | ----------------- | ------------------------------------ | --- | -------- | ----- |
| 1.   | Lalonde Gordon    | Trynidad i Tobago                    | 7   | 44,58    | Q     |
| 2.   | Demetrius Pinder  | Bahamy                               | 5   | 44,94    | Q     |
| 3.   | Steven Solomon    | Australia                            | 6   | 44,97    | q     |
| 4.   | Rabah Yousif      | Sudan                                | 9   | 45,13    | =     |
| 5.   | Pavel Maslák      | Czechy                               | 4   | 45,15    |       |
| 6.   | Tabarie Henry     | Wyspy Dziewicze Stanów Zjednoczonych | 2   | 45,19    | SB    |
| 7.   | Pawieł Trienichin | Rosja                                | 8   | 45,35    |       |
| 8.   | Conrad Williams   | Wielka Brytania                      | 3   | 45,53    |       |

#### Półfinał 2
Godzina: 20:48 (UTC+1)
| Poz. | Zawodnik        | Narodowość        | Tor | Rezultat | Uwagi |
| ---- | --------------- | ----------------- | --- | -------- | ----- |
| 1.   | Kirani James    | Grenada           | 7   | 44,59    | Q     |
| 2.   | Chris Brown     | Bahamy            | 6   | 44,67    | Q     |
| 3.   | Jonathan Borlée | Belgia            | 4   | 44,99    | q     |
| 4.   | Tony McQuay     | Stany Zjednoczone | 9   | 45,31    |       |
| 5.   | Maksim Dyłdin   | Rosja             | 8   | 45,39    |       |
| 6.   | Nigel Levine    | Wielka Brytania   | 3   | 45,64    |       |
| 7.   | Albert Bravo    | Wenezuela         | 2   | 46,22    |       |
| 8.   | Oscar Pistorius | Południowa Afryka | 5   | 46,54    |       |

#### Półfinał 3
Godzina: 20:56 (UTC+1)
| Poz. | Zawodnik             | Narodowość                      | Tor | Rezultat | Uwagi |
| ---- | -------------------- | ------------------------------- | --- | -------- | ----- |
| 1.   | Luguelín Santos      | Dominikana                      | 5   | 44,78    | Q     |
| 2.   | Kévin Borlée         | Belgia                          | 4   | 44,84    | Q     |
| 3.   | Bryshon Nellum       | Stany Zjednoczone               | 6   | 45,02    |       |
| 4.   | Ramon Miller         | Bahamy                          | 8   | 45,11    |       |
| 5.   | Martyn Rooney        | Wielka Brytania                 | 7   | 45,31    |       |
| 6.   | Dane Hyatt           | Jamajka                         | 2   | 45,59    |       |
| 7.   | Yousef Ahmed Masrahi | Arabia Saudyjska                | 9   | 45,91    |       |
| 8.   | Liemarvin Bonevacia  | Niezależni Sportowcy Olimpijscy | 3   | 1:36,42  |       |

### Finał
Godzina: 21:30 (UTC+1)
| Poz. | Zawodnik         | Narodowość        | Tor | Rezultat | Uwagi |
| ---- | ---------------- | ----------------- | --- | -------- | ----- |
|      | Kirani James     | Grenada           | 5   | 43,94    | NR    |
|      | Luguelín Santos  | Dominikana        | 7   | 44,46    |       |
|      | Lalonde Gordon   | Trynidad i Tobago | 4   | 44,52    | PB    |
| 4.   | Chris Brown      | Bahamy            | 6   | 44,79    |       |
| 5.   | Kévin Borlée     | Belgia            | 9   | 44,81    |       |
| 6.   | Jonathan Borlée  | Belgia            | 2   | 44,83    |       |
| 7.   | Demetrius Pinder | Bahamy            | 8   | 44,98    |       |
| 8.   | Steven Solomon   | Australia         | 3   | 45,14    |       |